# 比利亚霍约萨
比利亚霍约萨，是西班牙巴伦西亚自治区阿利坎特省的一个市镇。总面积59km2，总人口23657人（2001年），人口密度401人/km2。

## 友好城市
- 法國 维特雷